# Ernst Zdrahal
Ernst Zdrahal (*  1944 in Wien) ist ein österreichischer bildender Künstler, der in Wien lebt und arbeitet. 

## Biografie
- 1958–1961 Studium an der Höheren Graphischen Bundes-Lehr- und Versuchsanstalt in Wien
- 1961–1973 tätig als Lithograf und Gebrauchsgrafiker
- Seit 1973 freischaffender Künstler in Wien
- 1997–2015 Mitglied des Wiener Künstlerhauses

## Werkschaffen
Der Maler, Grafiker und Illustrator Ernst Zdrahal hat im Laufe der Zeit eine einzigartige Farben- und Formensprache entwickelt. Mit Werkgruppen, wie den „Architektonischen und Ägyptischen Landschaften“ oder den „Mumien von Palermo“ bis hin zu den zum Teil figurativen Arbeiten unter dem Titel „Hommage an Giorgio de Chirico“, um nur einige zu nennen, zeigt der Künstler neue Zusammenhänge von Farbe, Form, Gestik und Vitalität auf.
„Druck und Collage sind wichtige Aspekte seines Kompositionsprinzips. Die individuell entwickelten drucktechnischen Verfahren Zdrahals sind nicht nur wegen ihrer Technik interessant, sondern auch als Konzept: immer wieder greift er fertige Motive auf, im Alpenzyklus auch Ikonen der Kunstgeschichte, wie Albin Egger-Lienz oder Alfons Walde, und stellt sie in einen neuen Kontext.“ (Mag. Hubert Thurnhofer)
Der Künstler setzt sich seit jeher auch mit dem Werk anderer Kunstschaffender auseinander. Aufenthalte in Madrid und Barcelona führen schon in den Siebzigerjahren zu einer intensiven Auseinandersetzung mit Goya, Velázquez und Dali.
Wie die Beschäftigung mit Persönlichkeiten wie Picasso, De Chirico, Fellini oder Mozart ist auch das gemeinsame Arbeiten mit Künstlerinnen und Künstlern für ihn immer wieder eine Reflexion anderer Sichtweisen und die Möglichkeit, neue Gestaltungsräume zu erschließen.
Auch Alltags-, sozialkritische und politische Themen, die er in seine künstlerische Arbeit einfließen lässt, bringen immer wieder neue und überraschende Ergebnisse. Buchillustrationen zu Chobot und Unterrader beweisen seine zeichnerischen Qualitäten – diese zeigt er auch meisterhaft in vielen seiner Werke.
Werke des Künstlers befinden sich in zahlreichen Sammlungen. Die größte besitzt nach einer Schenkung 2017 von Manfred und Dagmar Chobot die Wiener Albertina. Arbeiten aus dieser Sammlung wurden 2020 in der Eröffnungsausstellung der Albertina modern und 2022 in der Albertina (Wien) gezeigt.

## Ausstellungstätigkeit
Seit seiner ersten Ausstellung 1968 hat Ernst Zdrahal ein beachtliches Œuvre geschaffen. Er zeigt seine Arbeiten nicht nur in Österreich, sondern immer wieder auch im Ausland. Seine Ausstellungstätigkeit erstreckt sich von Italien über Portugal bis Amerika, Südafrika und Bangkok.
Aus Platzgründen ist hier eine alphabetische Auswahl angeführt. Eine chronologische Auflistung ist auf der Homepage des Künstlers unter dem Menüpunkt Ausstellungen zu finden.

### Ausstellungen (Auswahl)
Albertina (Wien); Albertina modern, Wien; ALBERTINA klosterneuburg; AKH Galerie, Wien; Art Contact Reisegalerie, Wien; ART Innsbruck; Associazione Arte Cultura e Tradizione, Italien; BAWAG, Wien; Bezirkshauptmannschaft Klosterneuburg; Cselley Mühle, Oslip; Club der Begegnung, Linz; Clubgalerie der Wiener Secession, Wien; Der Kunstraum, Wien; Forum Stadtpark, Graz; Französisches Kulturinstitut, Palais Clam-Gallas, Wien; Galerie Autodidakt, Wien; Galeria do Governador, Lagos/Portugal; Galerie alpha, Wien; Galerie Althan, Wien; Galerie an der Stadtmauer, Villach; Galerie Art Contact, Wien; Galerie Art Work, Wien; Galerie auf der Fassade, Wien; Galerie Cartesius, Triest; Galerie Chobot, Wien; Galerie Dida, Graz; Galerie im Domenig-Haus, Wien; Galerie Erdmannsdörfer, Stuttgart; Galerie Elefant, Landeck; Galerie G., Olmütz; Galerie Gerersdorfer, Wien; Galerie Hildebrand, Klagenfurt; Galerie im Hofstöckl, Linz; Galerie im Taxispalais, Innsbruck; Galerie in der Passage, Wien; Galerie in der Staatsoper, Wien; Galerie Inter Art, Barcelona; Galerie Inter Art, Stuttgart; Galerie Lang, Wien; Galerie Lehner, Linz; Galleria l’Indicatore, Rom; Galerie Muh, St. Stefan; Galerie Nagl, Vöcklabruck; Galerie Rasser, Basel; Galerie Schillerhof, Graz; Galerie Stadtpark, Krems; Galerie Yppen, Wien; Galerie Zentrum, Wien; Haus Wittgenstein, Wien; Haydn-Ausstellung, Eisenstadt; Herbert Lederer Theater; Instituto Cervantes, Wien; Karmeliterkirche Wiener Neustadt; Kinogalerie im Künstlerhaus, Wien; Kulturabteilung der Ägyptischen Botschaft, Wien; Kulturhaus Krems; Kulturverein Favoriten; Kulturzentrum bei den Minoriten, Graz; Kulturzentrum Langenzersdorf; Kunstkreis 24, Schloss Gloggnitz; Schloss Fischau, NÖ; Künstlerhaus, Wien; Kunstmesse Salzburg; Kunstverein „Talstrasse“, Halle/Deutschland; Looshaus, Kritzendorf/Klosterneuburg; Management Club, Wien; M-Art Galerie, Wien; Modern Art Galerie, Wien; Museum der Stadt Regensburg; Museum des 20. Jahrhunderts, Wien; Museum Modern Art Pretoria; National Gallery Thailand; NÖ Art Galerie, Wien; NÖ Art, Niederösterreich; Palais Enzenberg, Schwaz in Tirol; Palais Kabelwerk - kA_12 kabelwerkARTspace, Wien; Parlament, Säulenhalle, Wien; Photomanufaktur ZEBRA, Wien; Rabalderhaus, Schwaz in Tirol; Rathaus Wien; Rathausgalerie St. Veit; Schloss St. Peter in der Au; Secession, Wien; St. Anna Kapelle, Wien; St. Michael, Wien; Stadtmuseum Bad Ischl; Stadtmuseum Klosterneuburg; Stadtmuseum, St. Pölten; Stift St. Georgen am Längsee, Kärnten; Torpedo Factory Virginia, USA; Stift Klosterneuburg; Wort und Bild Galerie, Wien

## Auszeichnungen
- 1977, 3. Preis der Woche der Begegnung, Klagenfurt
- 1979, 1. Preis der Woche der Begegnung, Klagenfurt
- 1980, 2. Preis Römerquelle-Wettbewerb
- 1980, 3. Preis Walter Buchebner-Gesellschaft
- 1981, 1. Preis World Cartoon, Skopje
- 1995,  Theodor-Körner-Preis

## Belege
1. ↑  Imaginäre Räume auf zdrahal.at
2. ↑  Kurier: „Geschenkt: 800 Werke gehen an die Albertina“ Dagmar und Manfred Chobot schenken der Albertina 800 Werke aus ihrer Sammlung. Artikel vom 22.10.2019. Abgerufen am 29. Oktober 2023.
3. ↑  The Beginning. Kunst in Österreich 1945 bis 1980. Abgerufen am 29. Oktober 2023.
4. ↑  Die Sammlung Chobot,. Abgerufen am 29. Oktober 2023.
5. ↑  Ernst Zdrahal - Bildender Künstler - Ausstellungen. Abgerufen am 29. Oktober 2023.

| Personendaten    | Personendaten                       |
| ---------------- | ----------------------------------- |
| NAME             | Zdrahal, Ernst                      |
| KURZBESCHREIBUNG | österreichischer Maler und Grafiker |
| GEBURTSDATUM     | 1944                                |
| GEBURTSORT       | Wien                                |